# 横山圩古戏台
横山圩古戏台，位于中国广东省湛江市廉江市横山镇中心小学校园内，为湛江市廉江市的一个市级文物保护单位，类型为古建筑，公布时间为1987年12月1日。
横山古戏台的历史年代为清代。